# Kormofite
Kormofite (Cormophyta Cormobionta) su biljke najviše organizacije čije je telo, kormus, diferencirano na osnovne vegetativne organe-koren, stablo i list. Kormofite su tipični predstavnici kopnenih(suvozemnih) biljaka. Pošto su životni procesi u protoplazmi mogući samo ako ima dovoljno vode,oblikovanje njihovog tela, koje se najvećim delom nalazi u vazdušnom prostoru, povezano je sa nizom vrlo krupnih promena. Osnovna i najvažnija promena išla je u smislu veće stabilizacije ekonomisanja vodom, što je postignuto impregniranjem kutinom ili suberinom spoljnih delova celuloznih ćelijskih zidova (kutin i suberin su nepropustivi za vodu). Na taj način od periferijskig ćelijskog sloja nastalo je kožno tkivo (Epidermis), koje smanjuje transpiraciju sa često zadebljanim i kutinizovanim spoljnim zidovima.
Pravi kormus imaju paprati, golosemenjače i skrivenosemenjače. Međutim, u ranijim klasifikacijama biljnog sveta, u taksonomsku grupu biljaka su uključivane i mahovine. Iako je njihovo vegetativno telo nediferenciran ili slabo diferenciran talus, koji nema koren (već je za podlogu pričvršćena rizoidima), mahovine su svrstane u grupu (Bryophyta), zajedno sa grupom papratnjača (Pteridophyta). 
Da se razmena gasova ne bi potpuno sprečila na epidermisu su obrazovani specijalni otvori, stome, koje se ne mogu zatvarati i otvarati. Dalje da se još vise stabilizovalo vodom došlo je do stvaranja posebnog sistema za primanje i sprovođenje vode.
Smatra se da su evoluirale iz srodnika zelenih alga u paleozoiku, na prelazu između silura i devona, a izumrle su u paleozoiku. U ukupnom biljnom pokrovu, skrivenosemenjače su danas su najbrojniji kormofiti.

## Klasifikacija
Kada je reč o sistematskoj klasifikaciji, kao i kod talofita, slobodno se može reći da u ovoj oblasti, i za kormofite, postoji široko neslaganje većine botaničara. Ovo je jedna od popularnijih podela:
- Odjeljak: Bryiophyta – mahovine;
  - Razredi: Musci i Hepaticae;
- Odjeljak: Pterydophyta – paprati;
  - Razredi: Psilophytatae, Lycopodiatae, Equisetatae, Filicatae;
- Odjeljak: Spermatophyta:
  - Pododjeljak: Coniferophytina:
    - Razredi: Ginkgoatae, Pinatae;

  - Pododjeljak: Cycadophytina: 
    - Razredi: Lyginopteridatae, Cycadatae, Bennettitatae, Gnetatae;

  - Pododjeljak: Magnoliophytina: 
    - Razred Magnoliatae: 
      - Podrazred: Magnoliidae: 
        - Redovi: Magnoliales, Piperales, Nimpheales, Ranunculales, Papaverales;

    - Podrazred: Hamamalidideae: 
      -         - Redovi: Hamamelidales, Fagales, Urticales, Juglandales;

    - Podrazred: Rosidae: 
      -         - Redovi: Saxifragales, Rosales, Fabales, Geraniales, Euphorbiales, Araliales;

    - Podrazred: Dileniidae: 
      -         - Redovi: Violales, Capparales, Salicales, Cucurbitales, Malvales, Ericales, Primulales;

    - Podrazred: Caryophyllidae: 
      -         - Redovi: Caryophyllales, Polygonales.

## Literatura
Shaw A. J., Goffinet B., Eds.: Bryophyte Biology. Cambridge University Press, Cambridge,

## Spoljašnje veze
- Angiosperm Phylogeny Website